# El Hierro
El Hierro (beceneve Isla del Meridiano, azaz „a délkör szigete”) a maga 278 km²-es területével a Kanári-szigetek (Las Canarias) legnyugatibb és legdélebbi tagja, és emellett a hét nagyobb sziget közül ez a legkisebb. Ez nem mindig volt így, ám ezelőtt mintegy 50 ezer évvel egy nagy földrengés eredményeként a tengerbe süllyedt a sziget északnyugati harmada. Szerte a szigeten mintegy ötszáz vulkáni kúp látható (további kb. 300-at lávaárak borítottak el).

## Élővilág

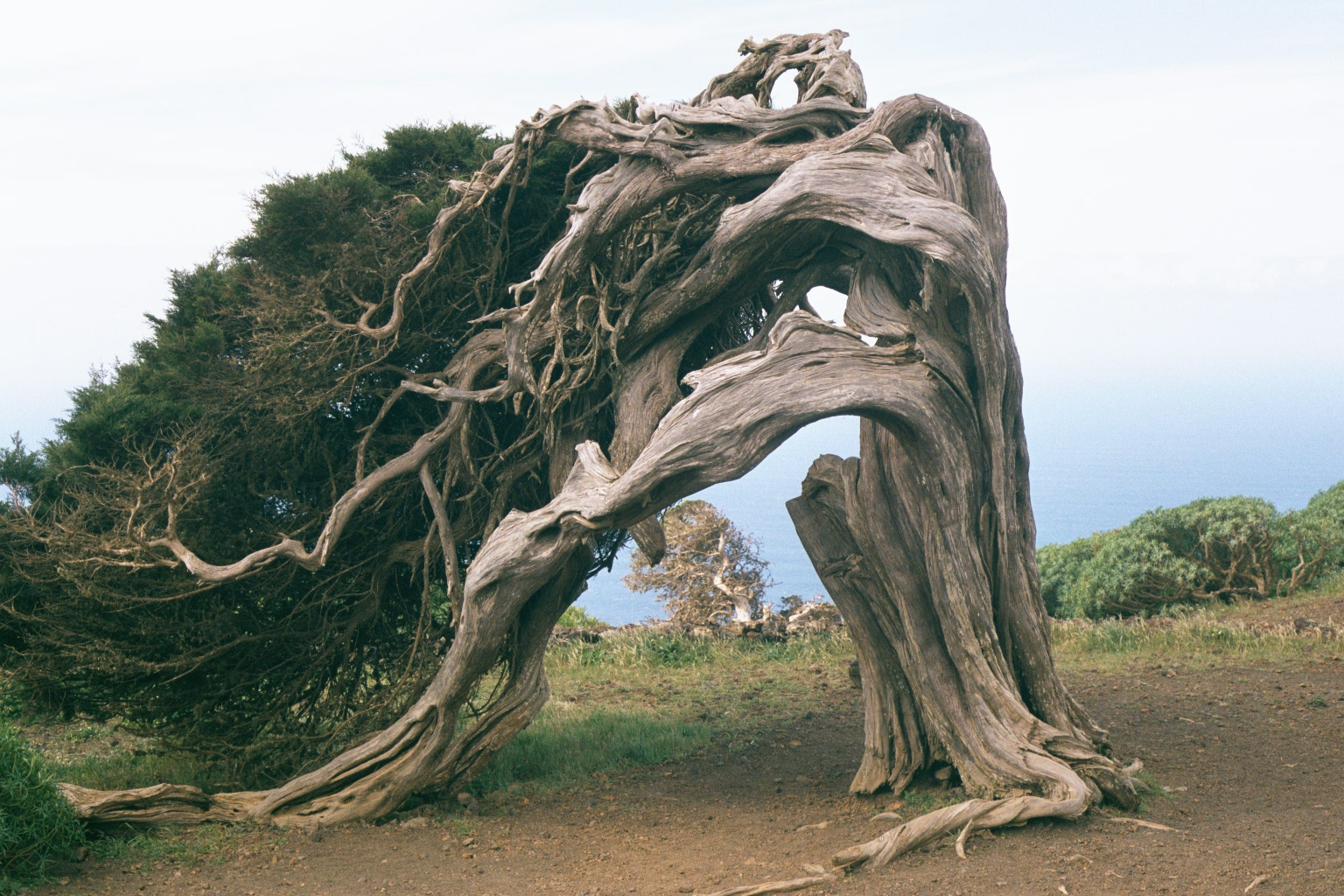
Föníciai boróka (Juniperus phoenicea) El Sabinarban

A sziget fő látnivalója a sziget déli csücskén lévő La Restinga település közelében található, El Piñar-nak nevezett védett fenyőerdő. El Sabinarnál furcsa alakzatokba görbült borókafenyők kölcsönöznek kísérteties hangulatot a tájnak.
Állatvilágának fő különlegessége a 45 cm-nél hosszabbra is megnövő hierrói óriásgyík (Gallotia simonyi). Már a szigeteket elnevező idősebb Plinius említette, hogy hatalmas gyíkok, "sárkányok" élnek a szigeteken a magas hegyek barlangjaiban. A középkorban is keringtek ilyen tengerészlegendák. Ezek nyomán ment el a 19. század végén a Bécsben élő magyar Simonyi professzor, hogy felkutassa az óriásgyíkokat. Nem volt könnyű dolga, mert a szürkésbarna gyíkok teljesen ártalmatlanok, így hát a betelepített ragadozók (macska, kutya) gyakorlatilag kipusztították őket. Simonyi professzor végül El Hierrótól nem messze, egy alig néhány száz m²-es sziklán talált néhányat. Felfedezése nyomán a gyűjtők megszállták a sziklát, és mindenki vitte szépen haza az 50–60 cm-es állatokat, amíg el nem fogytak. Az 1970-es években egy kecskepásztor fedezte fel, hogy az egyik megközelíthetetlen, meredek kőszirten, a Fuga de Gorretán él még egy kis populáció. Mára kutatóállomást létesítettek ott. 1985-ben kezdték el a hierrói óriásgyíkok rehabilitációs programját. A gyíkokat fogságban szaporítják, majd ellenőrzött körülmények között elengedik. Lagartio közelében kb. 1500 gyík él egy védett természeti rezervátumban, de a kutatók szerint a fajt még mindig fenyegeti a kihalás. A fő szigeten is találtak mintegy 40, még ezeknél is nagyobb gyíkot: némelyik 1 m-re is megnőtt. Ezeknek fehér a tokája. A körülmények olyan mostohák, hogy a gyíkok szinte csak növényi táplálékon élnek. Egyetlen csemegéjüket azok a sáskarajok jelentik, amiket a szél hoz ide Mauritániából.
Az őslakók sziklarajzaiból megállapították, hogy ők irtották ki a korábban több szigeten is élt, nagy testű fajokat. Találtak egy mumifikálódott, másfél méteres óriásgyík tetemet, amin jól kivehető a bőr, a fogazat, a koponya, a csontozat. Remélik, hogy valahol, valamelyik, még megközelítetlen szurdokban még él ez az óriásgyík.

## Történelem

El Hierro zászlaja

A kis sziget Európa-szerte használt neve – Ferro – a térképészet révén vált ismertté. Már az ókorban is alkalmazták a világ legnyugatibb pontjaként ismert Insulae Fortunatae-t (Boldogság-szigeteket) a földrajzi hosszúság kezdetének (Ptolemaiosz az i. sz. II. században). Egészen 1884-ig, amíg Greenwich át nem vette tőle ezt a szerepet, ez maradt a „Meridíano cero”, azaz a 0 délkör, sok ország térképészetének kezdete. Az Osztrák–Magyar Monarchiában egészen az összeomlásig használták, s az utódállamokban (köztük Magyarországon) a katonai térképek még feltüntették mindkét hosszúságot. A greenwichi nullmeridiántól eltérően Európa teljes egésze Ferrótól keletre fekszik.
A Hierro nevet alighanem őslakóitól, a bimbacséktől örökölte (ők állítólag herónak, azaz tejnek nevezték). A turistáktól a kicsi, eldugott sziget nevet kapta, amit magas, sziklás partja is indokol. Székhelye, Valverde is ilyen parton épült. Ép ezért Hierro vendéglátása nem a strandolni, hanem a csöndes kikapcsolódásra vágyó turistákra épül. Erre nagyon alkalmas az El Golfo-öböl a sziget keleti partján, amely egy elsüllyedt vulkanikus kráter félkör alakú egyik fele. A mintegy 14 km hosszú szakasz tagolt, sziklás. Csak néhány fürdésre is alkalmas kisebb strandja van. Több kisebb település található a környéken, a legismertebb La Maceta, ahol étterem is van. Az öböl másik két nagyobb települése La Frontera és Tigaday. A sziget közepén egy vulkán áll; csúcsa 1501 m-re tör fel.

## Közigazgatás
A szigeten három község található.
- La Frontera
- El Pinar de El Hierro
- Valverde

## Gazdaság
A sziget gazdaságának alapja a sajtkészítés, a halászat, a gyümölcstermesztés, az állattenyésztés és a turizmus.

## Közlekedés
A sziget északkeleti csücskében épített repülőtérről a Kanári-szigetek többi tagjára indulnak gépek.
A szigeten menetrendszerű buszok is közlekednek.

## Képek

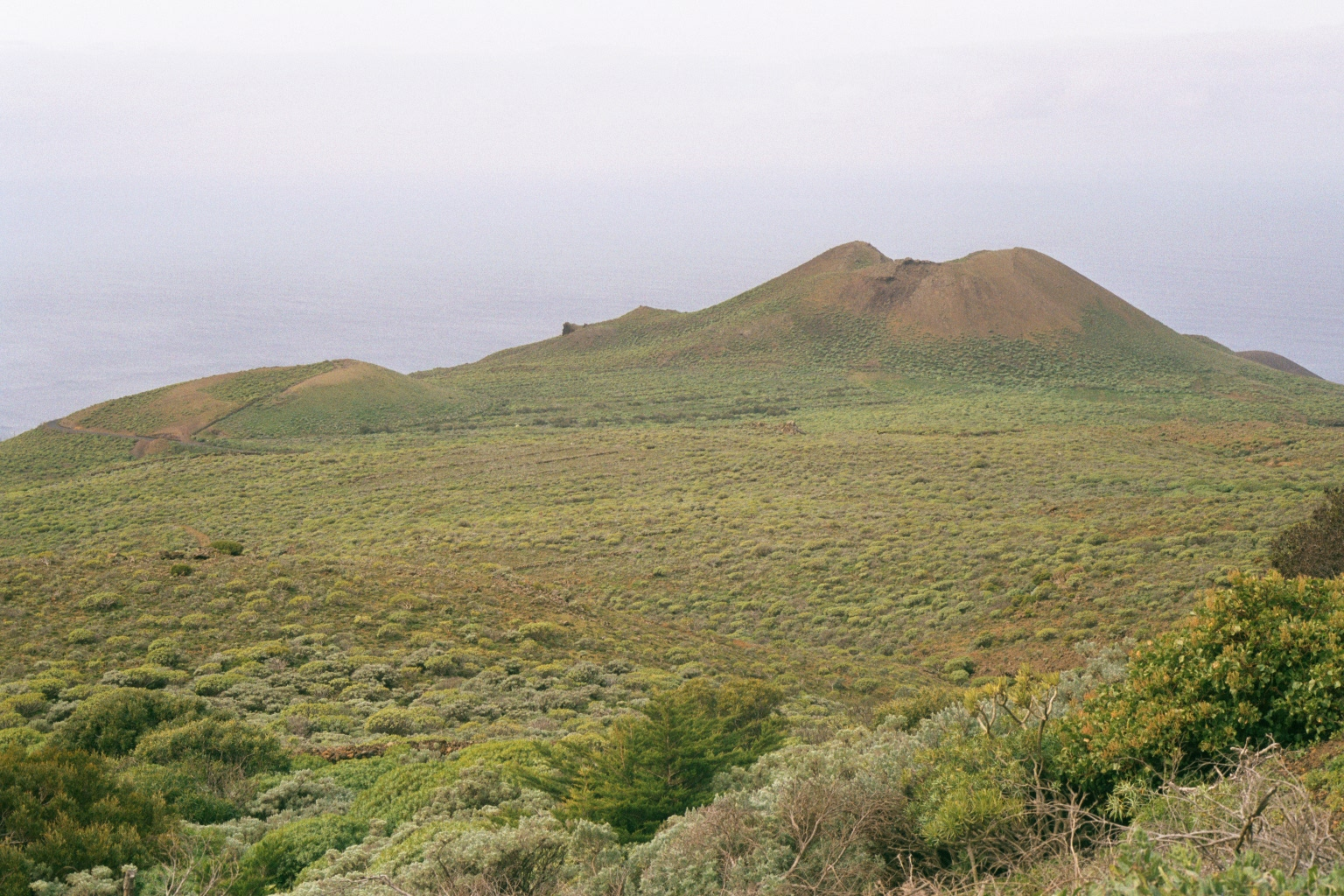
A sziget nyugati végpontja
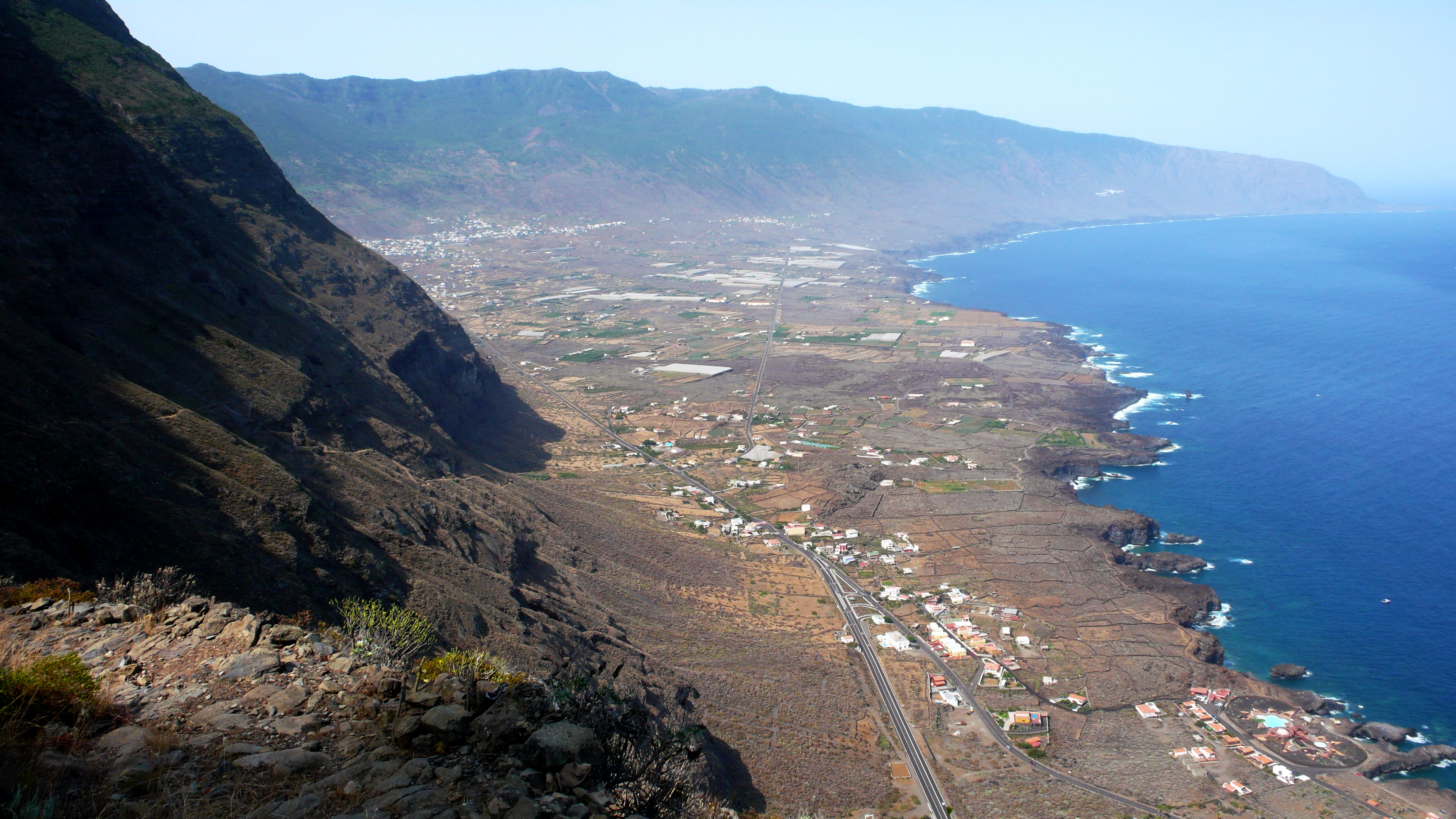
Valle de El Golfo, a sziget északnyugati tengerpartja, La Frontera község
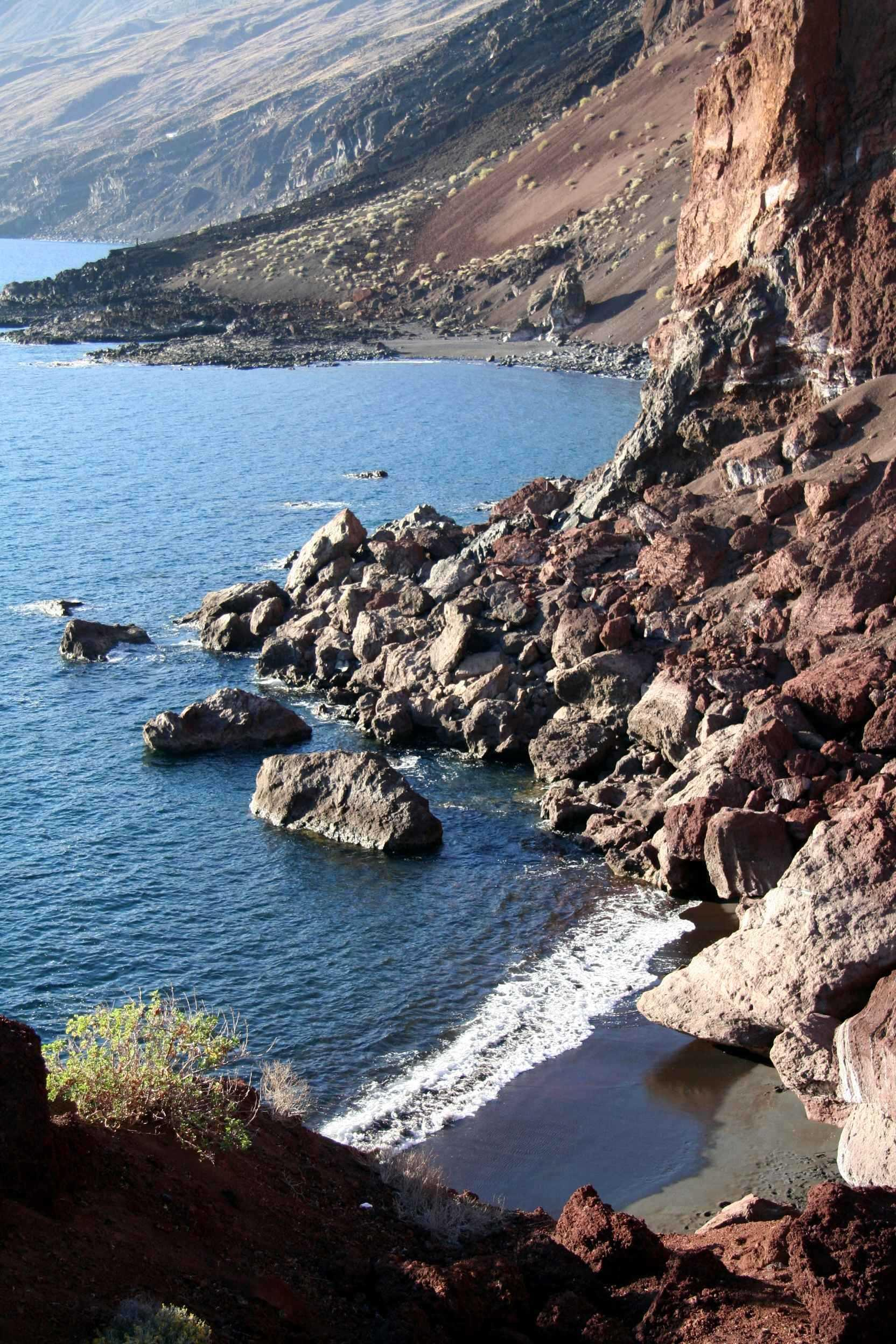
Tengerparti sziklák
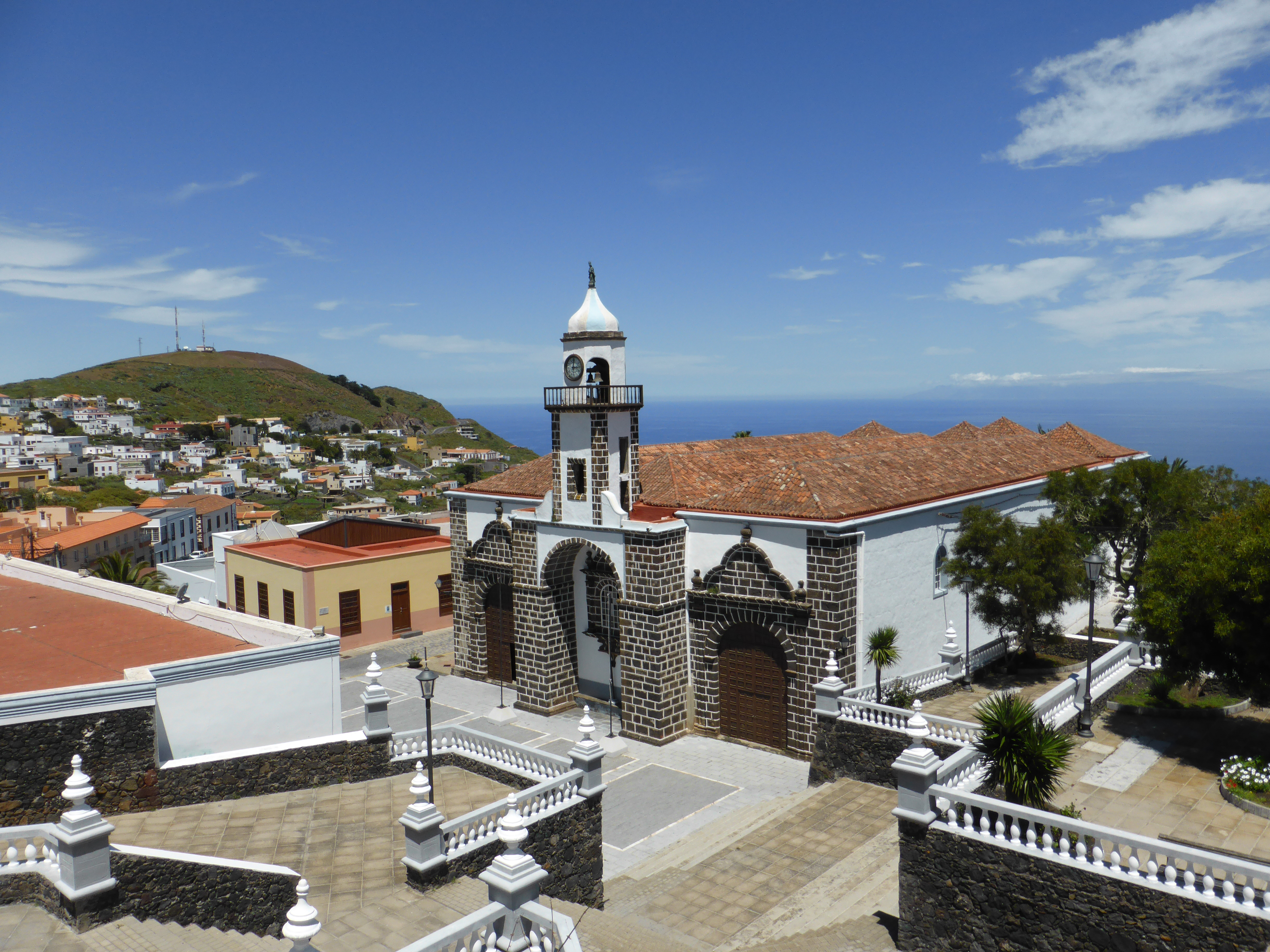
A Fogantatás temploma Valverdében

## Kapcsolódó szócikk
- A Kanári-szigetek történelme

1. ↑  https://www.ine.es/dynt3/inebase/index.htm?padre=525